# Somos tú y yo
Somos tú y yo es una serie musical venezolana, original de Venevisión International Productions y Boomerang Latinoamérica destinada al público juvenil y transmitida por Venevisión y posteriormente por Boomerang desde el 27 de junio de 2007 hasta el 16 de diciembre de 2009. Fue producida por T.M. Productions, en coproducción y la distribución con Venevisión, Boomerang.
Estuvo protagonizada por Sheryl Rubio y Víctor Drija, con Rosmeri Marval, Arán de las Casas, Gustavo Elis y Paola Galué en los papeles antagónicos. Mientras que en la tercera temporada los roles antagónicos recaen en Oriana Ramirez, Kelly Durán, Hendrick Bages y la primera actriz Judith Vázquez. Cuenta además con las actuaciones estelares de los primeros actores Deises Heras, Liliana Chechile, Susy Herrera, César Román, José Vieira y Luis Pérez Pons.
La serie tuvo su estreno original el 25 de junio del 2007 y finalizó el 19 de noviembre del mismo año. Venevisión renovó la serie para una segunda temporada, tras un acuerdo firmado por Venevisión y Boomerang. La segunda temporada fue estrenada el 15 de julio de 2008 finalizando el 5 de diciembre de 2008.A finales del 2008, Venevisión anunció que la serie tendría una nueva temporada llamada, Somos tú y yo, un nuevo día, inspirada en Grease.
A partir de abril de 2020, la serie se encuentra disponible a nivel internacional en la plataforma de streaming, Pluto TV. Mientras que en el año 2025, la serie empezó a estar disponible en la aplicación de streaming venezolana, Venevisión Play, debido al casting y producción de una nueva serie basada en Somos tú y yo.

## Argumento
La Academia, es una escuela de artes escénicas en Caracas, Venezuela en este lugar se siguen los sueños, ambiciones, talentos y relaciones de todos los adolescentes que asisten en ella. El corazón de la historia es el primer amor, tal es el romance incipiente de dos jóvenes cantantes, Sheryl Sánchez (Sheryl Rubio) y Víctor Gómez (Víctor Drija), cuya amistad se transforma en amor verdadero en medio de muchos problemas.

## Reparto

### Principales
- Sheryl Rubio como Sheryl Sánchez / Candy (temporada 3)
- Víctor Drija como Víctor Gómez / Víctor Rodríguez (temporada 3)
- Rosmeri Marval como Rosmery "Rosme" / Rosmery Pánfila "Ross" Rivas (temporada 3)
- Arán de las Casas como Arán Gutiérrez
- Oriana Ramírez como Oriana del Castillo
- Hendrick Bages como Hendrick Welles
- Jorge Torres como Jorge Gómez
- Kelly Durán como Kelly Mendoza
- Gustavo Elis como Gustavo León (temporadas 2 y 3)
- Paola Galué como Paola León (temporada 2)

### Secundarios
- Rosangélica Piscitelli como Rosángela "Rosy" Rojas
- Yuvanna Montalvo como Yuvana
- Gabriel Coronel como Gabriel "el gago" / Gabriel Velázquez (temporada 3)
- Alexandra Mey como Claudia Sánchez
- Luciano Muguerza como Luciano
- Ricardo Páez como Ricardo "Ricky"
- Alejandro Mogollón como Alejandro Díaz "El Enmascarado del Amor"[9]
- Vanessa Suárez como Vanessa Mejías
- María Gabriela Hernández como María Gabriela "Mari Gaby"
- Yelitza Méndes como Yelitza
- Bárbara Di Flaviano como Bárbara Mendoza / Bárbara Granadillo (Temporada 3)
- Deises Heras como Magaly Gómez
- Nicolás Pérez como Nicolás Gómez
- Alfredo Lovera como Alfredo Contreras
- Juan Carlos Denis como Juan Carlos Rodríguez
- Arianny Moreno como Arianny Gutiérrez
- Lisbeth González como Lisbeth
- Milagros Cruz como Milagros
- Yanis González como Yanis

### Recurrentes e invitados especiales

#### Introducidos en la primera temporada
- Ana Karina Currucullo como Ana Karina / Sra. Quintero (Temporada 1 y 2)
- Nathaly Acedo como Nathaly "La maracucha"
- Adriana Prieto como Adriana
- Giovanni Durán como el padre de Adriana y Nathaly
- Liliana Chechile como Mónica
- Analic Aponte como Analic
- Valeska León como Valeska
- Laura Rodríguez como Laura
- Irina Gutiérrez como Irina
- Karina López como Karina
- Richelle Lehrer como Richelle
- Brenda Santos como Brenda

#### Introducidos en la segunda temporada
- Gabriel Tarantini como Andrés "El Italiano" (temporada 2) / Andrés del Castillo (Temporada 3)
- Mandi Meza como Mandy
- Cristian Zamora como Cristian (Temporada 2 y 3)
- Humberto Gómez como Humberto (Temporada 2 y 3)
- Angélica Ruiz como Angélica (Temporada 2 y 3)
- Juletsy Socas como Juletsy (Temporada 2 y 3)
- Victor Rodríguez como Victor Julio (Temporada 2 y 3)
- Susy Herrera como Susana Sánchez
- César Román como Luis Miguel
- Gesaria Lapietra como Gessy
- Maria Alejandra Barros como Mariale
- Estefania D' Paula como Estefanía
- María Fernanda Pita como María Fernanda "Mafer"
- Oriana Marcano como Oriana
- Florbelys Núñez como Florbelys

#### Introducidos en la tercera temporada
- José Vieira como Sr. Rodríguez
- Luis Pérez Pons como el Director Granadillo
- Judith Vázquez como Judith del Castillo
- Meyling González como Susana
- Iliana Conde como Iliana del Castillo
- María José Gendra como María José
- Corina Smith como María Corina
- Erick Figueira como Erick
- Junior Junior. como Jesús Martín Losa

## Producción
La serie fue la primera producción original y la distribución entre Venevisión, Boomerang y la productora Atiempo (responsables de las series infantiles incluyendo El ojo del gato, Ozie Boo!, La Tortuga Taruga y La cueva de Emiliodon). A finales de 2006, comenzó las grabaciones de los primeros episodios 13 capítulos de la telenovela en Caracas, Venezuela. Después de ser estrenada por primera vez el 27 de junio de 2007, y ver el fenómeno causado en Venezuela, los productores de Boomerang y Venevisión, decidieron rodar una temporada completa de 63 capítulos y se confirmó la renovación de la serie para una segunda temporada, la cual fue grabada en la Isla de Margarita, Nueva Esparta. La segunda temporada se estrenó el 15 de julio de 2008 por Venevisión y Boomerang, con buenos resultados de audiencia. La telenovela se estrenó por primera vez el 25 de julio de 2007 en Venezuela, y el 15 de enero de 2008 por Boomerang en Latinoamérica, Europa y Asia. La serie se tornó un gran succeso internacional y tuvo su propia adaptación en Indonesia, Malasia y México.
En 2008, Venevisión International comenzó las grabaciones de Somos tú y yo, un nuevo día, secuela de la telenovela, ambientada en 1950 y basada en la película musical estadounidense, Grease. La serie se estrenó el 17 de agosto de 2009. Los guionistas mantuvieron algunos detalles de la película en la secuela. Sheryl Rubio y Víctor Drija, retomaron sus papeles como Sheryl y Víctor, respectivamente. La actriz Rosmeri Marval, quien interpretó a la villana principal en la telenovela, asumió un rol como coprotagonista en la secuela. Después de terminar con la producción, se anunció una nueva y última secuela de la telenovela, NPS: No puede ser. La serie es una continuación de la vida de Sheryl Sánchez y Rosmery Rivas, después de culminar La Academia y reencontrarse en un reality show musical en Amazonas. La serie fue protagonizada por Sheryl Rubio, Rosmeri Marval y Hendrick Bages, como Sheryl Sánchez, Rosmery Rivas y Hendrick Welles.

### Audición
La actriz Sheryl Rubio fue elegida por un casting, después de permanecer en pruebas por seis meses. Sheryl Rubio confesó durante una entrevista, que cuando fue elegida para participar en la telenovela, nunca había tomado clases de actuación. El actor Víctor Drija fue elegido como protagonista, después de recibir una invitación al casting en Venevisión.
La actriz Rosmeri Marval fue elegida después de participar en el casting, invitada por la directora de su escuela de baile. Yuvanna Montalvo, Gabriel Coronel, Arán de las Casas, Paola Galué y Gustavo Elis se incorporaron al elenco principal de la telenovela, después de participar en el casting en Venevisión.
Para la segunda temporada de la serie, realizaron una serie de audiciones a través de un programa sabatino llamado Súper Sábado Sensacional, del cual eligieron un grupo de nuevos personajes para adicionar como protagonistas de la serie.

## Discografía
El tema principal de la telenovela fue «Somos tú y yo», interpretado por Víctor Drija y Sheryl Rubio, aunque con el lanzamiento internacional, han surgido otras versiones musicales como la versión cebuana, titulada «Ikaw ug Ako», utilizado como tema de apertura en Filipinas, en otros países como Italia, fue utilizado el tema original, interpretando por Sheryl Rubio y Víctor Drija.
| Año  | Detalles |
| ---- | --- |
| 2007 | Somos tú y yo - Publicado: 25 de julio de 2007 - Formatos: CD, descarga digital - Discográfica: Universal Music                                 |
| 2007 | Somos tú y yo: Álbum Musical, Temporada 2 - Publicado: 30 de noviembre de 2008 - Formatos: CD, descarga digital - Discográfica: Universal Music |
| 2009 | Somos tú y yo, un nuevo día - Publicado: 2 de septiembre de 2009 - Formatos: CD, descarga digital - Discográfica: Universal Music               |
| 2010 | NPS: No puede ser - Publicado: 25 de julio de 2010 - Formatos: CD, descarga digital - Discográfica: Universal Music                             |

## Series derivadas
En 2008, Venevisión International anunció la primera secuela de la telenovela, Somos tú y yo, un nuevo día. La serie fue protagonizada por Sheryl Rubio, Víctor Drija, Rosmeri Marval, Arán de las Casas, Gabriel Coronel y Yuvanna Montalvo. El rodaje de la serie comenzó el 5 de marzo de 2009 y finalizó el 21 de mayo de 2009.
En 2009, Boomerang anunció que la telenovela iba a tener una última secuela, NPS: No puede ser. La serie se estrenó el 25 de julio de 2011 por Boomerang y Venevisión.
En 2025, Venevisión International anunció el casting para una nueva producción denominada Camino a somos tú y yo basado en la serie original de 2007.

## Giras musicales
- 2007-2008: Somos tú y yo Tour
- 2009: Somos tú y yo, un nuevo día, Live Tour